# Prnjarovac
Prnjarovac je selo koje se nalazi sjeverozapadno od Čazme. 

## Povijest
Ne zna se ime sela u kasnom srednjem vijeku. Opušteno od Turaka naseljeno je novim stanovnicima oko 1600. g. i pripojeno vojnoj krajini koja ga je opisala 1732. g. kao Prnjavorac. Kasnije je pripojeno Kloštar-Ivaniću da bi danas bilo pripojeno Čazmi.
Tijekom drugog svjetskog rata selo mijenja ime u današnje ime Prnjarovac.

## Stanovništvo
- 1971. – 242 (Hrvati – 236, Srbi – 2, Jugoslaveni – 1, ostali – 3)
- 1981. – 198 (Hrvati – 197, ostali – 1)
- 1991. – 153 (Hrvati – 152, Srbi – 1)
- 2001. – 122
- 2011. – 149[4]

| broj stanovnika | 151   | 187   | 205   | 261   | 286   | 326   | 358   | 373   | 383   | 337   | 311   | 242   | 198   | 153   | 122   | 149   | 112   |
|                 | 1857. | 1869. | 1880. | 1890. | 1900. | 1910. | 1921. | 1931. | 1948. | 1953. | 1961. | 1971. | 1981. | 1991. | 2001. | 2011. | 2021. |